# Fausto Labrador
San Fausto Labrador es un santo venerado en el pueblo de Bujanda, en el municipio de Hermandad de Campezo en la provincia de Álava en el País Vasco, España. Es "protector particular de la fecundidad de los matrimonios y fiel custodio de los campos y frutos..." así comienza la crónica del historiador alavés del siglo XVIII, Joaquín José de Landázuri y Romarate. Se trata en realidad de un santo legendario, producto de una duplicidad hagiográfica con Fausto de Córdoba.

## Leyenda
Según recogen las crónicas de Landázuri, San Fausto Labrador era original de Alguaire (Lérida). Desde muy joven se dedicó a los pobres y necesitados. Se embarcó en el Mediterráneo y fue hecho prisionero por los sarracenos. Fue esclavo de un amo cruel que no dudaba en azotarle cada vez que lo encontraba rezando. Un día el amo se desmayó al ver que el instrumento de labranza realizaba la labor solo, mientras el santo oraba. A partir de esto catequizó al moro y volvieron los dos a Alguaire. Cercano a la muerte pidió a sus parientes y amigos: “después de mi muerte pondréis mi cuerpo sobre la caballería que tengo, y aquel sitio donde Dios la condujera, allí me dejaréis”. El santo debió morir hacia el año 604. Los parientes y amigos llevaron a cabo su petición, lo colocaron sobre la caballería y esta vadeó los ríos Ebro, Aragón y Ega llegando a Bujanda.

## Historia
Los hagiógrafos, como el propio Landazuri, lo datan en el siglo VII, un siglo antes de que árabes y bereberes, recién islamizados, comenzaran la conquista de la península en 711. De ser cierto, significaría que el sepulcro santo pasó inadvertido a las numerosas aceifas que se adentraron en Álava durante los siglos VIII y IX, en particular a la de Abderramán II, que lo hizo por la cuenca del río Ega.
Por otro lado, según las crónicas, San Fausto dedicó una parte importante de su vida a predicar en tierras sarracenas. Esto sería más propio de siglos posteriores, cuando la conciencia de "cruzada" se extendió con vigor por toda Europa (a partir de los siglos XII y XIII).
Existen otros anacronismos y, sin embargo, el nombre "Fausto" (afortunado, próspero), tan latino, parece confirmar una cronología temprana. Tal vez fuera contemporáneo de otros santos de época visigótica, como San Braulio (obispo de Zaragoza, † 651), San Prudencio (720, obispo de Tarazona), San Formerio...
Durante la Alta Edad Media se habían creado en esta zona de Álava, al igual que en otras zonas cercanas de La Rioja, Burgos y sur de la sierra de Cantabria, pequeñas comunidades cristianas repartidas por diversos eremitorios rupestres, como el más cercano de San Román o Marquinez, o los de Faido y Laño, en Treviño, y el más influyente de San Millán de la Cogolla. Quizá alguno de estos ermitaños fuera descendiente de los últimos colonos hispanoromanos de Antoñana, Angostina o Quintana. Pero lo más probable es que, como San Millán, provinieran de comunidades más asentadas al sur de la sierra de Codés.

## Advocación
El II tomo del Catálogo Monumental de la Diócesis de Vitoria dice lo siguiente:
“Ya en el siglo XVI se celebraban fiestas solemnes en honor del Santo, con asistencia de los pueblos de la Comarca, el lunes después de la Trinidad. Además de ese día y del catorce de octubre, festividad del Santo, eran fechas de especial afluencia de gentes a Bujanda la Pascua de Pentecostés y los días del mes de mayo; en ellos celebraban letanías los pueblos de
las próximas comarcas, desde Bajauri a Zúñiga y desde el Valle de Arana hasta la Rioja”.
En la actualidad, los pueblos que realizan rogativas a San Fausto son:
- Antoñana, San Román, Corres y Bujanda (La Concordia)
- Rosselló (Lérida)
- Iruraiz-Gauna, Llanada Alavesa
- Valles de Laminoria y Arraya
- Orbiso, día de San Prudencio
- Ancín (Navarra)
- Genevilla (Navarra), último domingo de mayo.
- Apellániz
- Santa Cruz de Campezo
- Barriobusto (Rioja Alavesa), domingo anterior al Corpus.
- Labraza (Rioja Alavesa)
- Quintana, domingo después Corpus
- Alguaire (Lérida), primer domingo de julio
- El Cerro, localidad de la provincia de Salamanca
- Trescares (Asturias)